# 천지창조 디자인부
천지창조 디자인부(天地創造デザイン部)는 헤비조, 스즈키 츠타(원작 • 원안), 타라코(작화)가 원작한 일본의 만화 작품이다. 「월간 모닝 two」(코단샤)에서 2017년 3호부터 발간 중.

## 줄거리
신의 의뢰로 동물을 창조하는 회사 천지창조사의 디자인부를 배경으로, 신과 연락하는 천사나 디자이너 기술자들이 날마다 모색과 갈등을 겪어가며 생물을 만들어간다는 이야기이다.